# Буда лечител
Буда лечител, (санскрит Бхайсаджа Гуру, тибетски Сандже Менла), „Господаря на медицината“ или „Краля на светлината на Лапис лазули“ е Буда на медицината в будистките школи Махаяна и Ваджраяна. Описван е като лекар, който лекува страданието чрез своите учения.

## Произход
Бхайсаджа Гуру е описан в едноименната „Бхайсаджагурувайдуряпрабхараджа Сутра“, обикновено наричана „Сутра на Буда Лечител“ като бодхисатва, който е направил дванадесет велики обета. При постигането на просветление той става Буда на източната сфера Ваджрадурянирбхаша, или „Чистия лапис лазули“. 

## Дванадесетте обета
Дванадесетте обета на Буда Лечител при подтигането на просветление, според Сутра на Буда Лечител са:
1. Да освети безбройни вселени със своето сияние, давайки възможност на всеки да стане Буда точно като него самия.
2. Да пробуди умовете на чувстващите същества чрез своята светлина на лапис лазули
3. Да осигури на съществата всичко материално, от което те се нуждаят
4. Да коригира погрешните възгледи и да вдъхнови съществата да следват пътя на Бодхисатва
5. Да помага на съществата да следват етичните предписания, дори по-рано те да са се проваляли в това
6. Да лекува съществата родени с деформации, болести и други физически страдания
7. Да помогне и облекчи страдащите от лишения и болести
8. Да помогне на жените, които искат да се преродят като мъж да получат желаното прераждане
9. Да помогне в лечението на умствени страдания и заблуди
10. Да помогне на потиснатите да се освободят от страдание
11. Да помогне на страдащите от ужасни глад и жажда
12. Да помогне с дрехи на лишените, които страдат от студ или комари

## Ролята му в Тибетския Будизъм
Практиката на Медицинския Буда, Върховния Лечител (на тибетски Сандже Менла) се открива във всички будистки традиции в Тибет и е не само мощен метод за лекуване и увеличаване на лечителската сила както на себе си, така и на другите, но също така за преодоляване на така наречените „три отрови на ума“: привързаността, омразата и невежеството.